# 被害者参加制度
被害者参加制度（ひがいしゃさんかせいど）は、犯罪被害者や遺族などが刑事訴訟に参加できる制度である。
日本では2008年12月1日から導入され、一定の重大な事件の被害者や遺族などは、被害者参加人として公判期日への出席、証人尋問、被告人質問、論告などをおこなうことができる。被害者参加人は、弁護士（被害者参加弁護士）に委託して援助を受けることができ、経済的に余裕がない場合には、国が弁護士報酬などを負担する制度が利用できる。

## 日本の被害者参加制度

### 被害者参加制度の対象者
次に掲げる罪に係る被告事件の被害者等（被害者又は被害者が死亡した場合若しくはその心身に重大な故障がある場合におけるその配偶者、直系の親族若しくは兄弟姉妹をいう。以下同じ。（刑訴法290条の2第1項括弧書き））または当該被害者の法定代理人（刑訴法316条の33第1項）
1. 故意の犯罪行為により人を死傷させた罪（例　殺人罪、傷害罪、強盗致死傷罪、危険運転致死傷罪など）
2. 強制わいせつ罪、強制性交等罪、準強制わいせつ及び準強制性交等罪、監護者わいせつ及び監護者性交等罪、業務上過失致死傷罪、重過失致死傷罪、逮捕及び監禁罪、未成年者略取及び誘拐罪、営利目的等略取及び誘拐罪、身の代金目的略取等罪、所在国外移送目的略取及び誘拐罪、人身売買罪、被略取者等所在国外移送罪、被略取者引渡し等罪
3. 前号に掲げる罪のほか、その犯罪行為にこれらの罪の犯罪行為を含む罪（1号に掲げる罪を除く）
4. 過失運転致死傷アルコール等影響発覚免脱罪、過失運転致死傷罪、無免許過失運転致死傷アルコール等影響発覚免脱罪、無免許過失運転致死傷罪
5. 1号から3号までに掲げる罪の未遂罪

### 参加申出の手続
裁判所は、被害者等若しくは当該被害者の法定代理人又はこれらの者の委託を受けた弁護士から、被告事件への参加の申出があるときは、被告人又は弁護人の意見を聴き、犯罪の性質、被告人との関係その他の事情を考慮し、相当と認めるときは、決定で、当該被害者等又は当該被害者の法定代理人の被告事件への手続への参加を許すものとする（316条の33第1項）。
申出は、あらかじめ、検察官にしなければならない。この場合において、検察官は、意見を付して、これを裁判所に通知するものとする（2項）。
裁判所は、被害者参加人が対象資格に該当せず又は該当しなくなったことが明らかになったとき、訴因変更により事件が対象事件に該当しなくなったときは、決定で、参加決定を取消さなければならない。犯罪の性質、被告人との関係その他の事情を考慮して被告事件への参加を認めることが相当でないと認めるに至ったときも同様である（3項）。

### 被害者参加人等の公判期日への出席
被害者参加人又はその委託を受けた弁護士（以下、被害者参加人等という。）は、公判期日、公判準備において証人尋問又は検証が行われる場合に出席することができる（316条の34第1項、5項）。公判期日等は、被害者参加人に通知しなければならない（2項、5項）。
裁判所は、一定の場合において、被害者参加人等に対し、公判期日に出席する代表者を選定するよう求めたり、公判期日の全部又は一部への出席を許さないことができる（3項、4項、5項）。

### 被害者参加人等の意見に対する検察官の説明義務
被害者参加人等は、検察官に対し、当該被告事件について刑事訴訟法の規定による検察官の権限の行使に関し、意見を述べることができる。この場合において、検察官は、当該権限を行使し又は行使しないこととしたときは、必要に応じ、当該意見を述べた者に対し、その理由を説明しなければならない（316条の35）。

### 被害者参加人等による証人尋問
裁判所は、証人尋問する場合において、被害者参加人等から、その者がその証人を尋問することの申出があるときは、被告人又は弁護人の意見を聴き、審理の状況、申出に係る尋問事項の内容、申出をした者の数その他の事情を考慮し、相当と認めるときは、情状に関する事項（犯罪事実に関するものを除く。）についての証人の供述の証明力を争うために必要な事項について、申出をした者がその証人を尋問をすることを許すものとする（316条の36第1項）。
申出は、検察官の尋問が終わった後（検察官の尋問がないときは、被告人又は弁護人の尋問が終わった後）直ちに、尋問事項を明らかにして、検察官にしなければならない。この場合において、検察官は、当該事項について自ら尋問する場合を除き、意見を付して、これを裁判所に通知するものとする（2項）。
裁判長は、被害者参加人等の尋問が情状に関する事項（犯罪事実に関するものを除く。）についての証人の供述の証明力を争うために必要な事項以外の事項にわたるときは、尋問を制限することができる（3項）。

### 被害者参加人等による被告人質問
裁判所は、被害者参加人等から、その者が被告人に対して被告人質問をすることの申出があるときは、被告人又は弁護人の意見を聴き、被害者参加人等が論告をするために必要があると認められる場合であって、審理の状況、申出に係る質問をする事項の内容、申し出をした者の数その他の事情を考慮し、相当と認めるときは、申出をした者が被告人に対してその質問を発することを許すものとする（316条の37第1項）。
申出は、あらかじめ、質問をする事項を明らかにして、検察官にしなければならない。この場合において、検察官は、当該事項について自ら供述を求める場合を除き、意見を付して、これを裁判所に通知しなければならない（2項）。
裁判長は、被害者参加人等の質問が、論告をするために必要がある事項に関係のない事項にわたるときも、これを制限することができる（3項）。

### 被害者参加人等による論告
裁判所は、被害者参加人等から、事実又は法律について意見の陳述をすることの申出がある場合において、審理の状況、申出をした者の数その他の事情を考慮し、相当と認めるときは、公判期日において、検察官による論告の後に、訴因として特定された事実の範囲内で申出をした者が論告をすることを許すものとする（316条の38）。
申出は、あらかじめ、論告の要旨を明らかにして、検察官にしなければならない。この場合において、検察官は、意見を付して、これを裁判所に通知するものとする（3項）。
裁判長は、被害者参加人等の論告が訴因として特定された事実の範囲を越えるときも、これを制限できる（3項）。被害者参加人等による論告は、証拠とはならないものとする（4項）。

### 被害者参加人への付添い、遮へいの措置
裁判所は、一定の場合に、被害者参加人に付添人による付添い、被告人又は傍聴人と被害者参加人との間の遮へいの措置をとることができる（316条の39）。

### 被害者参加人のための国選弁護制度
経済的に余裕がない被害者参加人も弁護士による援助を受けられるようにするため、裁判所が被害者参加弁護士を選定し、国がその費用を負担する制度。
被害者参加弁護士を委託しようとする被害者参加人であって、その資力（犯罪被害によって生じた直近6か月の治療費等の額は控除する）が200万円に満たない者は、当該被告事件の係属する裁判所に対し、被害者参加弁護士を選定するよう求めることができる（犯罪被害者等の権利利益の保護を図るための刑事手続に付随する措置に関する法律5条1項）。
資力基準は、制度開始当初は資力上限150万円・療養費控除直近3か月分であったが、2013年12月1日以降、それぞれ200万円・6か月に緩和された。
この請求は、日本司法支援センター（法テラス）を経由してしなければならない。この場合、被害者参加人は資力等の申告書を提出しなければならない（2項）。なお、請求にあたっては、あらかじめ検察官を通じて裁判所から被害者参加の許可を受けなければならない。
本制度を利用した被害者参加人は、原則として費用の償還義務を負わない。ただし、資力等の申告書に虚偽記載をするなどして裁判所の判断を誤らせた場合などは償還義務を負う。
法テラスは、国選被害者参加弁護士制度を利用できない場合であることが明らかな場合を除いて、被害者参加人の意見を聴いて、裁判所に指名する被害者参加弁護士の候補を選定し、裁判所に通知するものとする（5条3項、6条）。
裁判所は、以下の場合を除いて被害者参加弁護士を選定するものとする（7条1項）。
1. 請求が不適法であるとき。
2. 請求をした者が対象者に該当しないとき。
3. 請求をした者がその責めに帰すべき事由により被害者参加弁護士の選定を取り消された者であるとき。

### 問題点
法廷が被害者・遺族の鬱憤を晴らすだけの場になり、量刑に影響を与えることが懸念されている。たとえば同じ殺人事件であっても、遺族が参加して重罰を求めた場合と、身寄りがないなどの理由で遺族の参加がない場合とで量刑が異なるとなると「法の下の平等」が損なわれる。被告人が被害者を恫喝する事例も報告されている。日本弁護士連合会は、「事実認定や量刑判断に予断を与える」という理由から一貫して被害者参加制度に反対しており、被害者や一部の弁護士からなどから批判を受けている。京都アニメーション放火殺人事件の裁判で遺族が法廷で子守歌を歌ったことについて過剰なパフォーマンスで違憲違法であり、「これは最早、裁判ではない」と弁護士が批判がしたほか、朝日新聞でも問題を取り上げている。
国選被害者参加弁護士への登録が全国的に低調であるとの報道もある。弁護士は被告人の権利を守るというイメージが根強いのが背景ともされている。
2009年8月には、被害者参加制度適用が公表された初のケースであった2007年4月の業務上過失致死傷罪に問われたボート事故において、船舶事故により業務上過失致死傷罪に問われたケースで実刑判決は過去にほとんどなく、被害者参加人の存在に引きずられたと評価せざるを得ないとして、控訴審では一審判決を破棄している。
被害者死亡などの場合は、その配偶者や直系の親族などが対象となるが、同性パートナーは自治体のパートナーシップ宣誓制度で認められていたとしても対象にはならない。

## 日本以外の被害者参加制度
ドイツとフランスにも被害者参加制度がある。